# Fotometria CCD

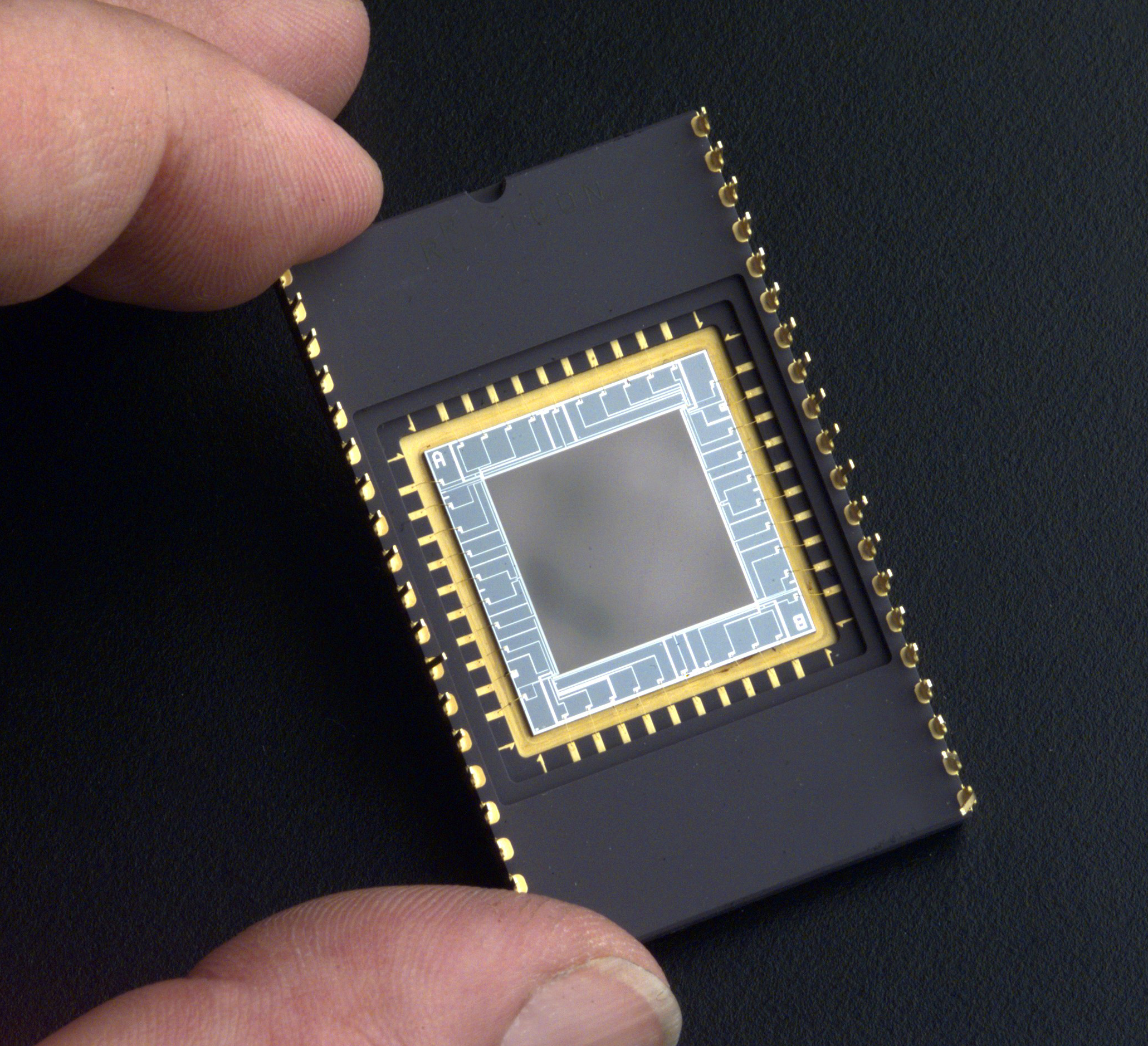
Un xip CCD

La fotometria CCD és un mecanisme de variants que utilitza la fotometria per a determinar la magnitud dels diferents objectes astronòmics (estrelles, planetes, galàxies…).

## Història
Els primers models van aparèixer a mitjans de la dècada del 1970, després de l'aparició del xip CCD; eren massa primitius i rudimentaris per al seu ús astronòmic; el primer treball fotomètric aparegut fou CCD Surface Photometry of Edge-On Spiral Galaxies en 1976.

## Fonaments
La fotometria CCD està basada en l'ús d'un xip com receptor i quantificador de la llum rebuda. Al tractar-se d'un semiconductor els mesuraments obtinguts es faciliten en format digital (dígits) i no analògic, com en el cas de la fotometria fotogràfica.
En el cas d'un xip CCD cal utilitzar filtres que evitin la desigual sensibilitat a la llum del semiconductor (resposta espectral), amb la qual cosa s'evita falsejar l'aspecte dels astres a mesurar. L'ús de filtres fotomètrics de certs colors, que pertanyin a qualsevol dels sistemes fotomètrics definits (banda B, banda V, etc.), evita l'efecte selectiu del xip normalitzant els mesuraments.
Abans de començar a extreure mesuraments fotomètrics de la imatge presa, cal haver-la processat de bies, camp fosc i camp pla: amb això podrem afirmar que tota la llum rebuda s'ha degut únicament a l'astre que desitgem mesurar i no (com ocorreria si no es processés d'aquesta manera) al soroll de lectura de la càmera, raigs còsmics que hagin incidit per atzar, llum espúria d'origen tèrmic o altres errors desconeguts.
Existeixen dos tipus de fotometria: de síntesi d'obertura i fotometria diferencial; l'última és la més utilitzada pels aficionats, ja que no requereix complicades transformacions ni càlculs que han de tenir en compte el color de les estrelles de referència i revisió mèdica, l'altura de les estrelles sobre l'horitzó local, la massa d'aire, etc.
L'ús d'un xip CCD com a element digitalitzador de la imatge permet que es puguin seguir i estudiar una gran quantitat d'estrelles distintes en una mateixa Fitxer: és el cas de capturar un cúmul obert (com pot ser M67) o un cúmul globular com M13. Utilitzant una seqüència fotomètrica adequada i filtres de color (fotometria en banda V, per exemple) és possible determinar les lluentors de les diferents estrelles de la imatge amb una precisió de 0,001 magnituds.
Molt recentment (2004) s'ha publicat un estudi del cúmul Messier 67 en el qual s'han mesurat les magnituds de les seves estrelles amb una precisió de deumil·lèsimes de magnitud: (0.0001 magnitud)